# Паллама (підрозділ окружного секретаріату)
Підрозділ окружного секретаріату Паллама — підрозділ окружного секретаріату округу Путталам, Північно-Західна провінція, Шрі-Ланка. Складається з 18 Грама Ніладхарі.